# トラック野郎・望郷一番星
『トラック野郎・望郷一番星』（トラックやろう・ぼうきょういちばんぼし）は、1976年（昭和51年）8月7日公開の日本映画。菅原文太主演、東映製作・配給による「トラック野郎シリーズ」第3弾。北海道ロケを伝える1976年7月8日付の『報知新聞』に「東映のドル箱シリーズ第三弾」と書かれている。
封切り配給収入5億4300万円、最終配給収入は12億2779万円を記録し、1976年の邦画配給収入ランキングの第4位となった。

## ストーリー
広島の台貫場。トラック運転手・ニヒル（松鶴家千とせ）が、2人の警官（室田日出男、川谷拓三）に重量オーバーで摘発されていた。流行の「わかるかナ？」（松鶴家本人の持ちネタ）で煙に巻こうとするが、火に油を注いでしまう。と、そこに「県警本部車両が事故」との無線が入る。「出世のチャンス」と警官たちは総出で急行し、台貫場を空にしてしまう。だが、それは一番星こと星桃次郎（菅原文太）と、やもめのジョナサンこと松下金造（愛川欽也）が流したデマだった。2人の機転に感謝し、台貫場に渋滞を作っていたトラック群は次々と発車していった。
桃次郎とジョナサンが次に向かう先は北海道。フェリーで三上亜希子（島田陽子）と出会った桃次郎は、またも一目惚れをしてしまう。
釧路の漁港で、はまなすお涼こと浜村涼子（土田早苗）と揉め事を起こした桃次郎。その夜、港食堂「はきだめの鶴」で食事する彼の前に、お涼に惚れている「カムチャッカ」こと大熊田太郎次郎左衛門（梅宮辰夫）が出現。お涼の代わりに喧嘩を買って出る。両者互角だったが、遅れて入港した船の積荷・生魚40トンを札幌市中央卸売市場へ急送する仕事が入り、勝負はワッパ勝負でつけることに。「負けたら北海道を去れ」と言われ、桃次郎は「売り言葉に買い言葉」と受けてしまう。8時間はかかるという道のりだが、あと6時間しかない。20トンずつ積載したトラックでの夜の街道レースは、地元という利点を生かして近道したカムチャッカが勝利。
帰路、急に便意を催した桃次郎は牧場の隅で排便をしようとするが、それがきっかけで三上亜希子と再会。静内町（現・新ひだか町）で三上牧場を経営していると聞くと、カムチャッカとの約束も忘れ乗馬の知識を詰め込み始める。
港食堂「はきだめの鶴」では、ジョナサンにお涼の弟・浜村紅夫（小倉一郎）と水屋（貨物利用業ブローカー）の鮫田（草薙幸二郎）が接近する。斡旋料5%という報酬にも「仲間のピンハネはできない」と一度は突っぱねるものの、「仲間の負担軽減になる」と言いくるめられ、承諾してしまう。
桃次郎はジョナサンとの仕事もそっちのけで亜希子の元に日参するようになり、ジョナサンとは喧嘩別れになる。三上牧場には生まれたばかりの仔馬がいたが、獣医の小宮（永谷吉見）も見放す重病だった。桃次郎の看病により、仔馬は見事に回復し、殺処分は免れた。感謝した亜希子は、仔馬に一番星にちなんで「ファーストスター」と名前をつける。
釧路でカムチャッカと再会した桃次郎は、お涼との仲を誤解したカムチャッカに再度の勝負を挑まれる。港での大喧嘩の果てにお涼がカムチャッカに愛を告白、カムチャッカと桃次郎も和解し、友人となった。
都はるみの大ファンであり「アンコ椿は恋の花」を熱唱しながらハンドルを握る、宮城県出身の宮城縣（吉川団十郎）。彼の運転するトラックに便乗し、ジョナサンの妻・君江と9人の子供は北海道を訪れ、ジョナサンと合流する。4トン半のジョナサン号では家族を運転席に乗せきれず、長男、次男、三男は荷台から景色を眺めることに。美幌峠や阿寒国立公園を観光した後、帰りも母子は宮城縣のトラックで川崎へ向かった。しかし、「トラックがタイヤをバーストさせ、崖下に転落、運転していた宮城縣も死んでしまう」というニュースが飛び込み、ジョナサンは激しく動揺。だが、君江は不意に陣痛が起こったため、子供たちと共に事故の前に車を降りていて無事だった。松下家に第十子・幸六郎が誕生。
桃次郎は、札幌市民会館で公演している都はるみの元を訪れ、宮城縣の供養をする盆踊り大会への参加を熱願する。支配人（南利明）は「スケジュールが詰まってる」と断るが、桃次郎の熱意に打たれた都はるみは承諾した。
桃次郎は盆踊り大会の成功を見届け、亜希子にプロポーズすべく三上牧場を訪れる。しかし、亜希子は小宮と結婚の約束をしており、結納も済んでいたのだった。そのきっかけを作ったのは「未熟でも努力する」という姿勢で仔馬を救った桃次郎の熱意ある行動だった…。
失意の桃次郎は、港食堂「はきだめの鶴」へ。そこでは、鮫田に400万円を持ち逃げされたジョナサンと紅夫が、仲間からつるし上げを食らっていた。「トラックを売って返済する」というジョナサンを止め、お涼は自分のトラックを売るといい、カムチャッカも「結婚したらお涼にトラックは要らない」と同意する。お涼は弟に鮫田を探し出すよう叱り付け、紅夫は食堂を飛び出す。
一件落着かに見えたが、「前金を鮫田に渡してある」と、荷主（河合絃司）が怒鳴り込んでくる。40トンの生魚を18時の札幌市中央卸売市場に間に合わさなければ、2000万円の損害が発生するのだ。だが、あと5時間しかない。「この炎天下ではバーストして宮城縣の二の舞になる」と、二の足を踏むトラック乗りたち。窮地に追い込まれるジョナサン。引き受けようとするカムチャッカを「（バーストで）再婚前に死なせる訳にはいかねえ」と桃次郎は殴り倒し、一番星号は札幌へ向かって爆走する。
警察の追跡を蛇行運転で幻惑し、道路外へ追いやりクラッシュさせる一番星号。カムチャッカは無線でナビゲートを試みたが、電波の状態が悪く、一番星号は古い吊橋へ。速度を落とし進行する一番星号。渡りきったところで、重量に耐え切れなかった吊橋は落ちた。
バーストを心配するカムチャッカ、ジョナサンたちは、電話で進路上の拠点に連絡、タイヤ交換を指示する。しかしトイレの時間も惜しんで止まらない一番星号。カムチャッカの発案で「路面に水を撒く」という作戦を実行させる。ホースで、川からのバケツリレーで、道路に水を巻くトラック仲間たち。最後には「ダンプの荷台に搭載した水を、一番星号の前を走行しながら撒く」、という奇策まで行い、ついに時間ギリギリに荷を届けることに成功する。だが、市場の構内でバーストしてしまい、一番星号はバランスを失って激突。荷物は無事だったものの自走できなくなっており、迎えにきたジョナサン号が一番星号を牽引していった。

## スタッフ
- 監督 - 鈴木則文
- 企画 - 高村賢治、天尾完次
- 脚本 - 野上龍雄、澤井信一郎
- 音楽 - 菊池俊輔
- 主題歌 - 菅原文太、愛川欽也（東芝EMI/東芝レコード[3]）
  - 一番星ブルース（作詞:阿木燿子 / 作曲:宇崎竜童 / 編曲:ダウン・タウン・ブギウギ・バンド）
- 挿入歌 - 菅原文太、愛川欽也（東芝EMI/東芝レコード）
  - トラック音頭（作詞:檪文平 / 作曲:清野友英）
- 撮影 - 飯村雅彦
- 照明 - 小林芳雄
- 録音 - 井上賢三
- 美術 - 桑名忠之
- 編集 - 鈴木宏始
- スチール - 遠藤努
- 助監督 - 澤井信一郎、馬場昭格
- 企画協力 - 株式会社カントリー
- 協力
  - 郵船フェリー（東京 - 釧路）近海郵船
  - （株）ローヤル　ペップボーイオートセンター宇都宮店
  - ニットータイヤ
  - 松川運輸（株）
  - 阿寒ホテル市川
  - 稗田牧場
  - 伊藤牧場
  - アートトラックグループ哥麿会
- 現像 - 東映化学
- 製作 - 東映

※「トラック音頭」は菅原・愛川によるレコード版は使用されず、都はるみ版が使用されている。振り付けを担当したのは2代目西崎緑。

## 出演
- 星桃次郎（一番星） - 菅原文太
- 三上亜希子 - 島田陽子（松竹）
- 松下君江（母ちゃん） - 春川ますみ
- 浜村涼子（はまなす[4]お涼） - 土田早苗
- 浜村紅夫 （お涼の弟） - 小倉一郎
- トラックショップ店主 - 由利徹
- 支配人 - 南利明
- 加山 - 笑福亭鶴光
- 港食堂「はきだめの鶴」の女主人[5] - 海原千里（現：上沼恵美子）
- 港食堂「はきだめの鶴」の女主人[6] - 海原万里（現：芦川百々子）
- 宮城縣 - 吉川団十郎
- ニヒル - 松鶴家千とせ
- 台貫場（広島）の警官 - 室田日出男
- 仲買人 - 福富太郎
- 鮫田 - 草薙幸二郎
- 台貫場（広島）の警官 - 川谷拓三
- 三上牧場の老牧童頭 - 高品格
- 獣医・小宮 - 永谷吉見
- 横綱 - 小林稔侍
- 風小僧 - 相馬剛三
- 仲買人 - 大木晤郎
- 一発屋 - 団巌
- 荷主 - 河合絃司
- 上洲 - 佐藤晟也
- 留萌の虎 - 土山登士幸
- テル美 - 叶優子
- 竹美（ウェイトレス） - 大森不二香
- 亀子 - 島崎奈々（鶴光手配のシースルーの超セクシーで寸借詐欺をする娘）[要出典]
- 若いアベック - 村松美枝子
- ナオ美 - 城恵美
- アケ美 - 宮崎あすか
- イサ美- 相川圭子
- マス江 - 吹田麗子
- 関東無宿 - 須賀良
- 羅白の白熊 - 司裕介
- 北海丸 - 奈辺悟
- 丹頂鶴 - 南雲祐介
- 霧の摩周子 - 高月忠
- 流氷丸 - 沢田浩二
- 釧路丸 - 清水照夫
- 網走無宿 - 幸英二
- 歌麿 - 宮崎靖男
- 連絡船 - 横山繁
- 高橋利道
- 屈斜路湖 - 宮地謙吾
- 青空東児
- 市場の男 - 山田光一
- アベック - 島敏光
- 牧童 - 大家博
- 港の番町 - 畑中猛重
- 浜ひろし
- 松下幸之助 - 梅地徳彦
- 松下幸次郎 - 梅津昭典
- 松下美智子 - 白取雅子
- 松下華子 - 菊地優子
- 松下幸三郎 - 大久保純
- 松下サヤ子 - 高橋直美
- 松下由美 - 角所由美
- 松下幸四郎 - 斉藤宙
- 松下幸五郎 - 吉崎勝一
- 真美 - 浅川かがり
- 自転車野郎 - 小張和男
- 宇野静代
- 池田恭子
- 佐々木智和子
- 丹波律子
- 富岡淳子
- 岸川津美
- 貫井文子
- 粕谷ひとみ
- 山崎久美子
- 長谷川紀子
- ハイセイコー（友情出演）
- 都はるみ（特別出演） - 本人役
- 盆踊りの世話人 - コロムビア・トップ（友情出演）
- 大熊田太郎次郎左衛門（カムチャッカ） - 梅宮辰夫
- 松下金造（やもめのジョナサン） - 愛川欽也
- 以下ノンクレジット
  - 盆踊りの女の子 - 東てる美[7]
  - 稚内 - 祭礼次郎[要出典]
  - 運転手 - 山浦栄、泉福之助、佐川二郎、美原亮、大島博樹、亀山達也、城春樹[要出典]

## 製作

### 撮影
1976年6月23日の釧路を皮切りに、約2週間、北海道をメインにロケが行われた。7月7日はハイセイコーのいる新冠町の明和牧場で、菅原文太、島田陽子がハイセイコーと競演。ハイセイコーの映画出演は、前年の日活『襟裳岬』の続くもの。ハイセイコーは久しぶりの映画出演でいれこみ気味。撮影に難航した。菅原と島田はロケ期間中に乗馬の訓練を受けた。菅原は「長期シリーズになるかは三作目が鍵を握る」と話した。
本作の公開45周年に合わせて『カミオン』2021年9月号に「大人の自由研究 第3弾」として、ロケ地の写真とコメントが書かれた記事が掲載されている。ロケ地となった北海道、栃木県、神奈川県、埼玉県、千葉県、東京都の主な撮影箇所が網羅された内容になっており、クライマックスの吊り橋のモデルとなった箇所の写真なども掲載されている。

## 同時上映
『武闘拳 猛虎激殺!』
- 脚本：掛札昌裕・中島信昭／監督：山口和彦／主演：倉田保昭